# Runo
Runo was volgens de legende, zoals beschreven door Geoffrey of Monmouth, koning van Brittannië van 273 v.Chr. - 267 v.Chr.
Hij was de zoon van Peredurus en werd opgevolgd door zijn neef Gerennus.
Runo wordt beschreven in de Historia Regum Britanniae van Geoffrey van Monmouth, waarin hij rond 1136 de geschiedenis van de Britse koningen beschrijft. De optekeningen van Van Monmouth zijn voor een groot deel gebaseerd op legendes, en zijn vaak door hem aangedikt. In het geval van koning Runo was er blijkbaar niet veel te vermelden.